# 諾斯菲爾德 (新罕布什爾州)
諾斯菲爾德（英語：Northfield）是一個位於美國新罕布什爾州梅里馬克縣的鎮。

## 人口
根據2020年美國人口普查的數據，諾斯菲爾德的面積為74.80平方千米，當中陸地面積為73.80平方千米，而水域面積為1.00平方千米。當地共有人口4872人，而人口密度為每平方千米65人。